# Conjunt prehistòric de Son Taixaquet de Son Pons Cardaix
El conjunt prehistòric de Son Taixaquet de Son Pons Cardaix és un jaciment arqueològic pertanyent a la cultura talaiòtica situat al lloc anomenat ses Talaitetes de la finca Son Taixaquet de Son Pons Cardaix, al municipi de Llucmajor, Mallorca. Hi ha restes d'un talaiot de planta rectangular de 10,3 m de llargària i 3,3 m d'alçada; runes de dos talaiots més circulars i altres restes. El 1954 s'hi trobà un guerrer de bronze del tipus denominat Mars Balearicus.